# Saturday in the Park
Saturday in the Park è un brano musicale composto da Robert Lamm e fu inciso nel 1972  e inserito nell'album Chicago V e pubblicato nel 45 giri con il brano lato B Alma Mater.

## Descrizione
Secondo  Walter Parazaider, Lamm fu ispirato a scrivere la canzone durante la registrazione di Chicago III a New York il sabato del 4 luglio 1970.
I Chicago citavano il brano musicale siciliano Eh, cumpari! in alcune esibizioni del brano, in particolare i versi:
(da "Saturday in the Park", Robert Lamm)

## Tracce

### Versione originale
1. Saturday in the Park 3:56
2. Alma Mater 3:47

## Formazione
- Robert Lamm -  voce, piano elettrico
- Peter Cetera - voce, Basso
- Terry Kath - chitarra
- Danny Seraphine - batteria
- Jimmy Pankow - trombone
- Lee Loughnane - tromba
- Walt Parazaider - Sax soprano